# Guti (futbolista)
José María Gutiérrez Hernández (Torrejón de Ardoz, Madrid, 31 de octubre de 1976), más conocido como Guti, es un exfutbolista y entrenador español.
Como futbolista, jugó principalmente como centrocampista (mediocentro o mediapunta), e incluso como delantero, y destacó por su técnica y talento. Formado desde alevín en la cantera del Real Madrid, permaneció 25 años en el club merengue (1985-2010). En 1995 con 19 años, hizo su debut con el primer equipo, disputando 15 temporadas (1995-2010), en las que logró 15 títulos. En 2010 recaló en el Beşiktaş turco, retirándose como futbolista en 2012. Fue internacional absoluto con España (1999–2005), con la que disputó trece partidos y marcó tres goles. Con las categorías juveniles de la selección nacional, se proclamó campeón continental sub-18 en 1995 y sub-21 en 1998.

## Trayectoria como futbolista

### Categorías juveniles
José María Gutiérrez "Guti", ingresó con nueve años (alevín) en las categorías inferiores del Real Madrid. La temporada 1995/96 formó parte de la plantilla del Real Madrid "B", que entonces militaba en Segunda División. Debutó con el primer equipo en Primera División el 2 de diciembre de 1995. Tras el debut con el primer equipo, alternó su presencia en ambas categorías.

### Real Madrid

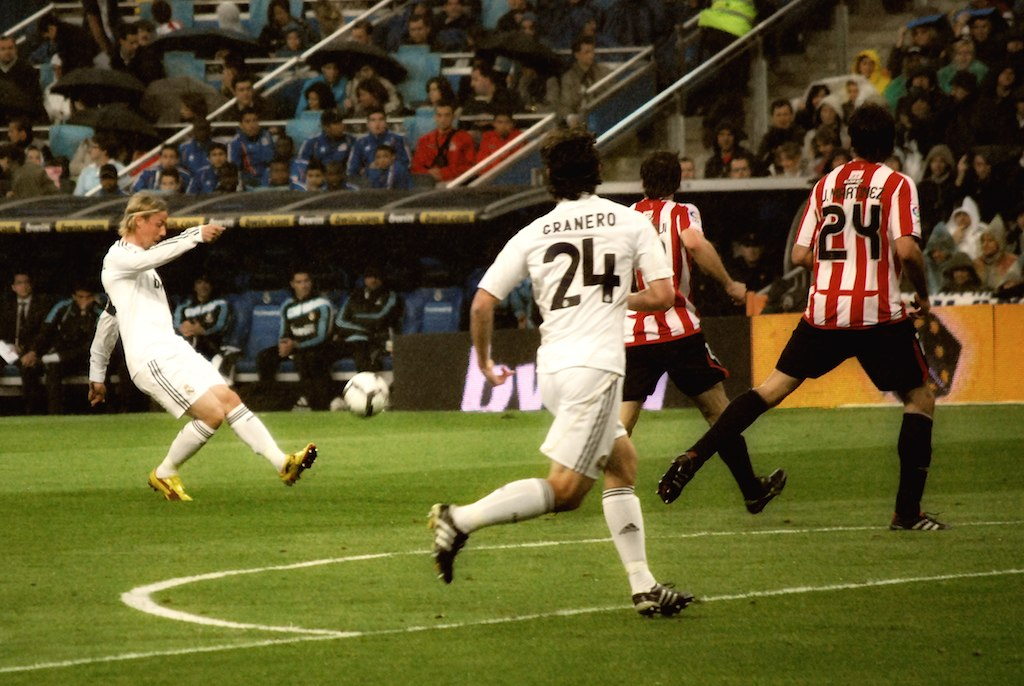
Guti ante el Athletic Club, el 8 de mayo de 2010.

Guti debutó en competición oficial con el primer equipo del Real Madrid, de la mano de Jorge Valdano, el 2 de diciembre de 1995, en partido correspondiente a la jornada 15 de La Liga 1995/96, ante el Sevilla en el Bernabéu, con victoria por 4–1.
Durante los primeros años, Guti fue un jugador de plantilla y no dispuso de muchos minutos. Su situación cambió la temporada 1999/2000, con la llegada al banquillo del primer equipo de Vicente del Bosque, con el que pasó a ser uno de los habituales en el once titular. El equipo logró ese año 2000 «La Octava» Copa de Europa del club, cuya final de París se perdió Guti por lesión.
En la temporada 2000/01, ya como un jugador cotizado por varios clubes punteros del continente, Guti tuvo un papel destacado dentro del equipo al tener que jugar como delantero por una lesión de Morientes, y consiguió anotar 14 goles que contribuyeron a la consecución de su segunda liga, la 28ª del club. Además, en Copa de Europa alcanzaron las semifinales y fue el autor del gol 500 del Real Madrid en la competición, el 26 de octubre de 2000 ante el Sporting de Lisboa.
Entre 2001 y 2003, Guti alterna titularidades y suplencias tras la llegada al equipo de Zidane, que ocupa inicialmente su posición de mediapunta. En el año del centenario (1902-2002), el equipo venció su tercera Copa de Europa en cinco años, «La Novena» en la historia del club. Guti marcó en la vuelta de cuartos ante el Bayern (2-0) y fue titular en ida y vuelta de semifinales ante el Barcelona, con victoria 0-2 en el Camp Nou y empate en casa a la vuelta, sin embargo no fue alineado de inicio en la final de Glasgow, y se quedó sin participar debido al uso obligado del tercer cambio para la sustitución de César por Iker en portería. Sí fue titular y autor de un tanto en la Supercopa de Europa 2002 (3-1 ante el Feyenoord), alzándose a final de esa campaña con su tercer título ligero, el 29º del club.
La campaña 2003/04, con la llegada al banquillo de Queiroz sustituyendo a del Bosque, y el fichaje del cuarto «galáctico» David Beckham, Guti es desplazado a la posición de mediocentro, formando habitualmente en el doble pivote junto al centrocampista británico. La salida de Hierro y la venta de Makélélé, obligaron a reforzar esa posición de mediocentro defensivo con dos centrocampistas, al ser ambos de perfil atacante. Esa temporada, primera con los cuatro fichajes galácticos en plantilla, el once tipo contaba con cuatro defensas, y el resto, mediocampo y delantera, con seis jugadores de corte ofensivo: Guti y Beckham en doble pivote, Figo y Zidane de interiores, Raúl de enganche y Ronaldo en punta.
El equipo comenzó una temporada en la que aspiraba al «triplete», proclamándose supercampeón de España y completando hasta marzo de 2004, una impecable campaña, exhibiendo un gran nivel de juego, que les colocó líderes en Liga, finalistas de Copa y en cuartos de Liga de Campeones tras apear en octavos al Bayern. Es a raíz de la derrota en la final de Copa disputada en Montjuïc ante el Zaragoza (2-3 tras prórroga), y tras la inesperada eliminación en cuartos de Liga de Campeones ante el Mónaco (4-2 en la ida y 3-1 en Montecarlo), competición en que eran los claros favoritos al título, cuando el equipo inicia un declive que se alarga hasta final de temporada, sucumbiendo a su vez en un campeonato liguero que terminó conquistando el Valencia.
La temporada 2004/05, marcada por la temprana dimisión de Camacho, se repite inicialmente el doble pivote Guti–Beckham, hasta la llegada de Luxemburgo, quien ficha para esa posición, al mediocentro defensivo Gravesen. Guti alterna titularidades con Owen en ataque, y Beckham es desplazado finalmente al puesto de Figo tras la eliminación continental en Turín. El Madrid concluye subcampeón de Liga y apeado en octavos de Liga de Campeones (1-0 en Bernabéu y 2-0 en Delle Alpi) ante la Juventus de Capello.
La temporada 2005/06, Guti adelanta su posición por delante de Gravesen, tomando el rol de mediocentro organizador, con Zidane y Beckham de interiores. Esta demarcación le permite cuajar alguno de sus mejores partidos como madridista, como el de la última jornada de la primera vuelta en el Bernabéu ante el Sevilla (4-2), con gol y asistencia primorosa de tacón a Zidane que anotó los otros tres goles. El Madrid concluye subcampeón de Liga, semifinalista de Copa tras quedar a un gol de remontar la eliminatoria al Zaragoza (6-1 ida y 4-0 vuelta), y octavofinalista en Liga de Campeones (0-1 en Bernabéu y 0-0 en Highbury) ante el Arsenal de Wenger.
En la campaña 2006/07, con la llegada de Fabio Capello (con el que ya coincidió en la 1996/97) y la retirada de Zidane, Guti vuelve a la titularidad en la mediapunta, pasando a ocupar el doble pivote Émerson y Diarra. El Real Madrid volvía a proclamarse cuatro años después vencedor de un campeonato liguero, denominado como «la liga de las remontadas», en el que Guti tuvo un papel fundamental en el esquema de juego del técnico italiano, clave en desatascar varios partidos cruciales como las remontadas de la jornada 33 ante el Sevilla (3-2), y la de la 34 ante el Espanyol (4-3), que permitieron alcanzar al Barcelona en la clasificación y ganar finalmente la trigésima liga merengue.
La campaña 2007/08, con Bernd Schuster en el banquillo, el Madrid revalidó un título liguero (31º), recordado como «la liga del pasillo», ya que en la antepenúltima jornada y ya como campeón, recibió al Barcelona en el Bernabéu, produciéndose el tradicional «pasillo» de los jugadores barcelonistas a los blancos. El Real venció el «clásico» por 4-1 y concluyó el campeonato aventajando en 18 puntos al conjunto azulgrana. A nivel individual, Guti logró su quinta liga y se convirtió en el máximo asistente de la competición con 18 pases de gol, firmando un partido estelar, la victoria por 7-0 ante el Valladolid, en la que anotó un doblete y dio cinco asistencias. La siguiente temporada 2008/09, Guti anotó el gol 5000 del Real Madrid en Liga, el 14 de septiembre de 2008.
En su última temporada 2009/10, en la que arrastró varias lesiones, dejó la célebre asistencia de tacón a Benzema en Riazor. Dos días antes del clásico liguero de la segunda vuelta, Guti anunció que no seguiría en el Real Madrid y que los dos años que le restaban como jugador, deseaba pasarlos en un equipo extranjero. Tras 25 años en el club y 15 temporadas con el primer equipo, en los que totalizó 542 partidos y 77 goles, el 25 de julio de 2010 fue su acto de despedida como jugador merengue, en una conferencia de prensa en la que aseguró que "se cierra una etapa muy gloriosa para mí. Ha sido muy bonita, pero hay que darle paso a la gente joven. Estoy muy orgulloso de haber estado aquí". La capitanía que heredó junto a Raúl de Fernando Hierro entre 2003 y 2010, pasó a otro canterano, Iker Casillas.

### Beşiktaş J. K.

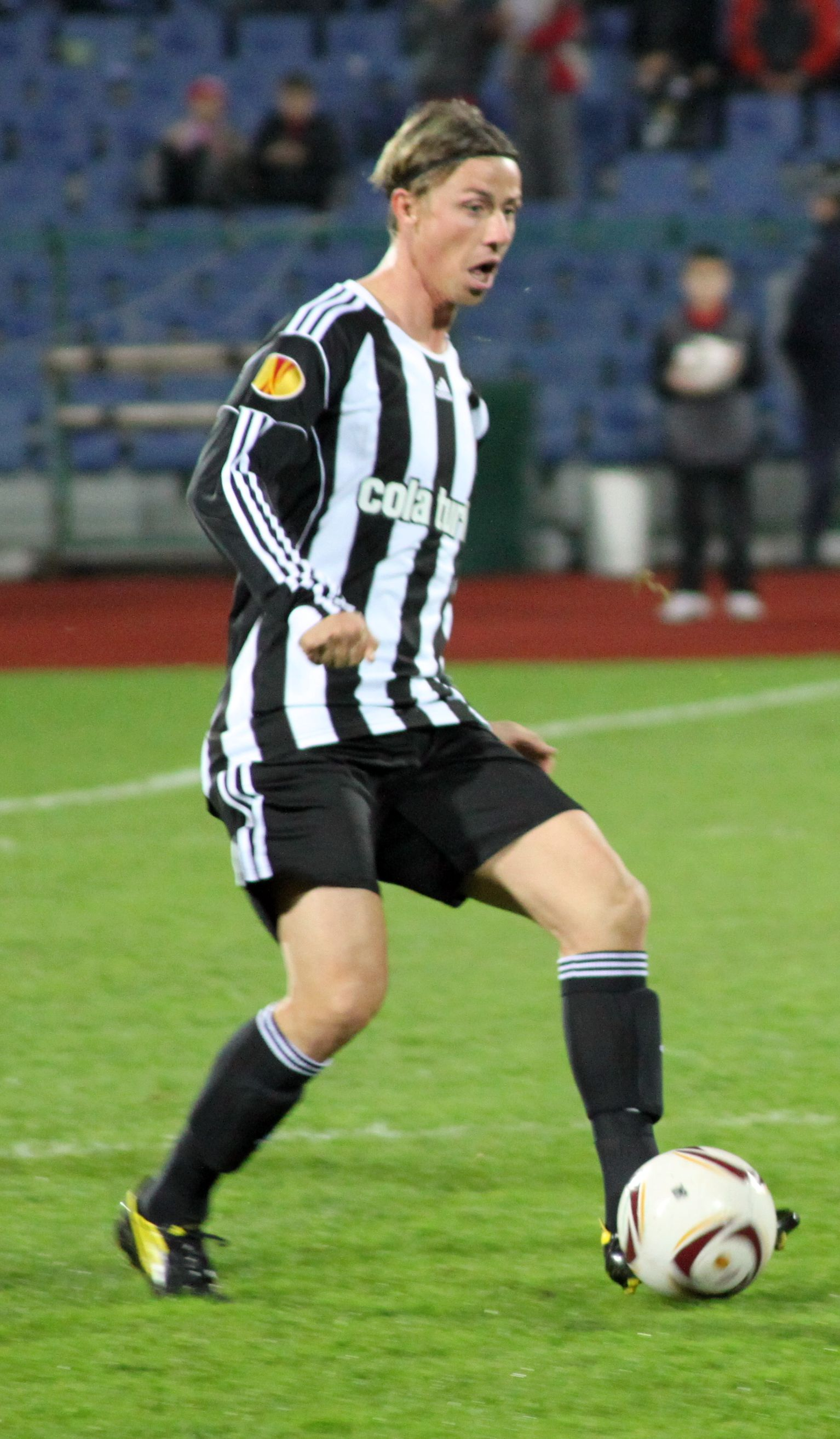
Guti en Liga Europa con el Beşiktaş.

El 26 de julio de 2010, un día después de haberse despedido del Real Madrid, se hizo oficial el acuerdo entre el jugador y el Beşiktaş. El futbolista madrileño firmó un contrato por dos temporadas con el equipo turco, a razón de 2,7 M.€ por temporada. Su debut oficial con el Beşiktaş se produjo el 15 de agosto ante el Bucaspor y Guti resultó fundamental en la victoria (0-1), ya que brindó una asistencia al delantero brasileño Bobô para anotar el único gol del partido.
Su primer gol oficial con el equipo turco tuvo lugar el 26 de agosto, en la previa de Liga Europa ante el Helsinki, cuando anotó el segundo de los cuatro tantos que el Beşiktaş endosó al club finés. El primer gol de Guti en la liga turca lo anotó el 29 de agosto ante el Karabükspor, venciendo 1-4. La temporada concluyó con la conquista del único título a nivel de clubes que no había conseguido con el Real Madrid, la Copa, ganando en los penaltis al Estambul Buyuksehir.
El 15 de noviembre de 2011 rescinde su contrato con el equipo turco debido a la poca participación que había tenido durante la temporada (sólo 
tres partidos, uno de liga y otros dos de la UEFA Europa League). El 21 de septiembre de 2012 anuncia que, a pesar de haber recibido ofertas de algunos clubes, se retira definitivamente del fútbol.

## Selección nacional
Internacional español desde los 17 años con las categorías juveniles, se alzó con el Europeo sub-18 de 1995 y el Europeo sub-21 de 1998. 
Su debut absoluto con España se produjo el 5 de mayo de 1999, en la inauguración del Estadio de La Cartuja de Sevilla, con victoria ante Croacia por 3–1. Con la selección absoluta (1999-2005), totalizó trece partidos y tres goles. Pese a ser uno de los jugadores españoles más talentosos de su época, nunca fue convocado para disputar una fase final del campeonato mundial o europeo con su selección.
Participaciones en fases finales
| Campeonato             | Selección       | Sede    | Resultado |
| ---------------------- | --------------- | ------- | --------- |
| Europeo Sub-18 de 1995 | España (sub-18) | Grecia  | Campeón   |
| Europeo Sub-21 de 1998 | España (sub-21) | Rumania | Campeón   |

## Trayectoria como entrenador

### Cantera Real Madrid
Debutó en la temporada 2013/14, como entrenador del equipo alevín del Real Madrid, en el que permaneció tres años. La temporada 2016/17 debutó como entrenador del primer equipo juvenil, alzándose con el doblete nacional de la categoría, al proclamarse campeón de liga (Copa de Campeones) y copa (Copa del Rey).

### Almería
En la temporada 2019/20 se estrenó en el fútbol profesional, al ser contratado por la Unión Deportiva Almería el 5 de noviembre de 2019, permaneciendo 21 jornadas, en las que tuvo un balance de nueve victorias, cinco empates y siete derrotas, consiguiendo 32 de los 63 puntos en disputa. El 26 de junio de 2020 dejó el cargo de entrenador, quedando el equipo indálico en puestos de fase de promoción y a cinco puntos del ascenso directo a Primera División.

## Estadísticas

### Clubes
Actualizado a fin de carrera deportiva.
| Club | Temporada     | Div.          | Liga  | Liga  | Liga   | Copas (1) | Copas (1) | Copas (1) | Internacional (2) | Internacional (2) | Internacional (2) | Total (3) | Total (3) | Total (3) |
| Club | Temporada     | Div.          | Part. | Goles | Asist. | Part.     | Goles     | Asist.    | Part.             | Goles             | Asist.            | Part.     | Goles     | Asist.    |
| --- | ------------- | ------------- | ----- | ----- | ------ | --------- | --------- | --------- | ----------------- | ----------------- | ----------------- | --------- | --------- | --------- |
| Real Madrid C. F. "C" | 1994-95       | 2.ª B         | 12    | 3     | -      | -         | -         | -         | -                 | -                 | -                 | 12        | 3         | 0         |
| Real Madrid C. F. "C" | 1995-96       | 2.ª B         | 1     | -     | -      | -         | -         | -         | -                 | -                 | -                 | 1         | 0         | 0         |
| Real Madrid C. F. "C" | Total club    | Total club    | 13    | 3     | 0      | 0         | 0         | 0         | 0                 | 0                 | 0                 | 13        | 3         | 0         |
| Real Madrid C. F. "B" | 1995-96       | 2.ª           | 26    | 11    | -      | -         | -         | -         | -                 | -                 | -                 | 26        | 11        | 0         |
| Real Madrid C. F. | 1995-96       | 1.ª           | 9     | 1     | -      | -         | -         | -         | -                 | -                 | -                 | 9         | 1         | 0         |
| Real Madrid C. F. | 1996-97       | 1.ª           | 14    | -     | -      | 3         | -         | 2         | -                 | -                 | -                 | 17        | 0         | 2         |
| Real Madrid C. F. | 1997-98       | 1.ª           | 17    | 1     | 2      | 3         | -         | -         | 2                 | -                 | -                 | 22        | 1         | 2         |
| Real Madrid C. F. | 1998-99       | 1.ª           | 28    | 1     | -      | 4         | 2         | 2         | 4                 | -                 | -                 | 36        | 3         | 2         |
| Real Madrid C. F. | 1999-00       | 1.ª           | 28    | 6     | 3      | 4         | 1         | -         | 13                | 1                 | 3                 | 45        | 8         | 6         |
| Real Madrid C. F. | 2000-01       | 1.ª           | 32    | 14    | 4      | -         | -         | -         | 14                | 4                 | 2                 | 46        | 18        | 6         |
| Real Madrid C. F. | 2001-02       | 1.ª           | 29    | 4     | 1      | 8         | 6         | 1         | 9                 | 3                 | 2                 | 46        | 13        | 4         |
| Real Madrid C. F. | 2002-03       | 1.ª           | 34    | 4     | 6      | 3         | 2         | 2         | 17                | 7                 | 5                 | 54        | 13        | 13        |
| Real Madrid C. F. | 2003-04       | 1.ª           | 26    | 2     | 2      | 10        | 1         | 1         | 9                 | -                 | -                 | 45        | 3         | 3         |
| Real Madrid C. F. | 2004-05       | 1.ª           | 31    | -     | 8      | -         | -         | -         | 8                 | -                 | -                 | 39        | 0         | 8         |
| Real Madrid C. F. | 2005-06       | 1.ª           | 33    | 4     | 4      | 4         | -         | 1         | 7                 | 2                 | -                 | 44        | 6         | 5         |
| Real Madrid C. F. | 2006-07       | 1.ª           | 30    | 1     | 7      | -         | -         | -         | 7                 | -                 | 2                 | 37        | 1         | 9         |
| Real Madrid C. F. | 2007-08       | 1.ª           | 32    | 3     | 15     | 6         | 1         | 1         | 7                 | -                 | 2                 | 45        | 4         | 18        |
| Real Madrid C. F. | 2008-09       | 1.ª           | 18    | 3     | 4      | 3         | -         | 1         | 6                 | -                 | 1                 | 27        | 3         | 6         |
| Real Madrid C. F. | 2009-10       | 1.ª           | 26    | 2     | 8      | 1         | -         | -         | 3                 | 1                 | 1                 | 30        | 3         | 9         |
| Real Madrid C. F. | Total club    | Total club    | 387   | 46    | 64     | 49        | 13        | 11        | 106               | 18                | 18                | 542       | 77        | 93        |
| Beşiktaş J. K. | 2010-11       | 1.ª           | 22    | 7     | 7      | 6         | 3         | 2         | 9                 | 1                 | 5                 | 37        | 11        | 14        |
| Beşiktaş J. K. | 2011-12       | 1.ª           | 1     | -     | -      | -         | -         | -         | 2                 | 1                 | -                 | 3         | 1         | 0         |
| Beşiktaş J. K. | Total club    | Total club    | 23    | 7     | 7      | 6         | 3         | 2         | 11                | 2                 | 5                 | 40        | 12        | 14        |
| Total carrera | Total carrera | Total carrera | 449   | 67    | 70     | 55        | 16        | 13        | 117               | 20                | 23                | 621       | 92        | 107       |
| (1) Incluye datos de Copa del Rey, Supercopa de España (1996-10); Türkiye Kupası (2010-11). (2) Incluye datos de Liga de Campeones de la UEFA, Supercopa de Europa, Mundial de Clubes, Copa Intercontinental (1996-10); Liga Europa de la UEFA (2010-12). (3) No incluye datos de partidos amistosos. |               |               |       |       |        |           |           |           |                   |                   |                   |           |           |           |

### Entrenador
| Club                             | País    | Año       |
| -------------------------------- | ------- | --------- |
| Real Madrid (Alevín)             | España  | 2013-2016 |
| Real Madrid (Juvenil)            | España  | 2016-2018 |
| Beşiktaş JK (Segundo Entrenador) | Turquía | 2018-2019 |
| UD Almería                       | España  | 2019-2020 |

## Palmarés

### Jugador

#### Campeonatos nacionales
| Título             | Club              | Año  |
| ------------------ | ----------------- | ---- |
| Campeonato de Liga | Real Madrid C. F. | 1997 |
| Supercopa          | Real Madrid C. F. | 1997 |
| Campeonato de Liga | Real Madrid C. F. | 2001 |
| Supercopa          | Real Madrid C. F. | 2001 |
| Campeonato de Liga | Real Madrid C. F. | 2003 |
| Supercopa          | Real Madrid C. F. | 2003 |
| Campeonato de Liga | Real Madrid C. F. | 2007 |
| Campeonato de Liga | Real Madrid C. F. | 2008 |
| Supercopa          | Real Madrid C. F. | 2008 |
| Copa               | Beşiktaş J. K.    | 2011 |

#### Campeonatos internacionales
| Título              | Club              | Año  |
| ------------------- | ----------------- | ---- |
| Liga de Campeones   | Real Madrid C. F. | 1998 |
| Intercontinental    | Real Madrid C. F. | 1998 |
| Liga de Campeones   | Real Madrid C. F. | 2000 |
| Liga de Campeones   | Real Madrid C. F. | 2002 |
| Supercopa de Europa | Real Madrid C. F. | 2002 |
| Intercontinental    | Real Madrid C. F. | 2002 |

### Entrenador

#### Campeonatos nacionales
| Título                    | Club                | Año  |
| ------------------------- | ------------------- | ---- |
| División de Honor Juvenil | Real Madrid Juvenil | 2017 |
| Copa de Campeones Juvenil | Real Madrid Juvenil | 2017 |
| Copa del Rey Juvenil      | Real Madrid Juvenil | 2017 |

## Medios de comunicación
Tras su retirada deportiva, ha colaborado con varios medios de comunicación. Es contertulio habitual del programa televisivo «El Chiringuito de Jugones» de Mega, desde sus inicios en 2014. Como comentarista, junto al narrador Antonio Esteva, retransmitió en Antena 3 los partidos de Liga de Campeones disputados por el Real Madrid la campaña 2015/16, incluido el derbi capitalino de la final de Milán. Comenta para DAZN desde la temporada 2022/23, los partidos de Liga del Real Madrid.

## Vida privada
El futbolista estuvo casado con la presentadora y directiva de agencias de modelos Arancha de Benito (1999-2009), con la que tiene dos hijos, Zayra (2000) y Aitor (2002). Posteriormente, mantuvo una relación sentimental con la modelo Noelia López hasta octubre de 2010, y desde noviembre de 2011, es pareja de la presentadora y modelo argentina Romina Belluscio, con quien tiene dos hijos, Enzo (2013) y Romeo (2021).

## Filmografía
- Película (25/08/2005), «Real, la película», largometraje dedicado al club en plena época de «Los Galácticos».[63]
- Película (16/03/2007), «¡Goool 2! Viviendo el sueño», cameo de sí mismo como jugador del Real Madrid.[64]
- Documental Canal+ (28/01/2010), «Informe Robinson - 'Todo sobre Guti'» en Plus.es
- Reportaje Canal+ (28/09/2015), «Fiebre Maldini: 'Guti, puro talento'» en Plus.es